# Erissia
L’Erissia (in greco antico: Ἐρυξίας?) è un dialogo pseudoplatonico in cui si discute del rapporto tra virtù e ricchezza.

## Personaggi
- Socrate, il celebre filosofo;
- Erissia, nobile ateniese del demo di Stiria, imparentato con Crizia;[1]
- Crizia, uomo politico ateniese di orientamento oligarchico, leader dei Trenta tiranni;
- Erasistrato, nobile ateniese, fu forse membro dei Trenta Tiranni;[2]
- Prodico, celebre sofista, compare come personaggio in un dialogo riportato da Socrate.[3]

## Contenuto
Socrate, in compagnia di Erissia, sta passeggiando lungo il portico di Zeus Liberatore, quando si imbatte in Crizia ed Erasistrato, il quale è appena tornato da un viaggio in Sicilia. Erasistrato inizia così a descrivere alcuni particolari su quella regione e i suoi abitanti, e indica a Socrate e agli altri un passate, nel quel egli riconosce un ricco ambasciatore siceliota. Ciò permette al filosofo di spostare il tema della discussione sul rapporto tra virtù e ricchezza (392a-393a).
Partendo dalla considerazione che è più ricco chi possiede di più, Socrate domanda quale sia il bene che vale di più in assoluto, e ottiene come risposta la felicità; e più felici in assoluto, precisa Socrate, sono i più sapienti, poiché agiscono meglio e sbagliano di rado. Ciò però trova il disaccordo di Erissia, il quale osserva che la sapienza è completamente inutile, poiché spesso i sapienti non possiedono ricchezze e quindi mancano di tutto: per lui, infatti, la ricchezza è un bene, non un male (394a-395e). Qui interviene anche Crizia, che ritiene, al contrario di Erissia, che la ricchezza non sia sempre un bene, ma possa essere talvolta anche un male, poiché la smania di arricchirsi può indurre a compiere azioni ingiuste e malvagie.
Confutato da Crizia, Erissia si adira, e a calmare gli animi deve intervenire Socrate, il quale dice di aver ascoltato parole simili a quelle di Crizia dal sofista Prodico, durante una discussione con un adolescente in un ginnasio. Interrogato da un giovinetto, Prodico aveva infatti risposto che la ricchezza, al pari di ogni altra cosa, può essere un bene per le persone buone, ma un male per le malvagie. Tuttavia, il relativismo da lui professato aveva innescato la reazione del giovane, il quale gli obiettava che le cose e le azioni malvagie restano tali, indipendentemente se chi le ha compiute è divenuto da cattivo buono. E inoltre, se ai buoni càpitano cose buone, allora lo stesso Prodico, quando prega di avere fortuna e felicità, in realtà prega di diventare buono – ma se d'altro canto, come egli stesso ha detto, la virtù è insegnabile, e quindi è possibile apprenderla da qualcuno, allora forse Prodico prega che gli si insegni ciò che non sa. Prodico non poté però rispondere alle provocazioni, poiché fu allontanato dal maestro, con l'accusa di tenere discorsi poco adatti a degli adolescenti (397e-399a).
Socrate riprende così la discussione, cercando una definizione per la ricchezza. Erasistrato propone inizialmente di definire la ricchezza come possesso di beni, ma per dire questo bisogna anzitutto definire cosa si intende con «beni» (399a-400a). Essi variano infatti da popolo a popolo, in base al loro utile, e da ciò Socrate conclude che la ricchezza è ciò che è utile a ciascuno. Tuttavia, Erissia non è nuovamente d'accordo: se la ricchezza è utile, si deve allora concludere che tutto ciò che è utile è una ricchezza? Socrate sposta il punto di vista, e analizza le ricchezze, ipotizzando che esse siano utili relativamente ai bisogni corporei: se è così, allora l'argento e l'oro non servirebbero più a niente, una volta venute meno le esigenze del corpo.
Così però non è, come mostra la perplessità di Erasistrato. Non solo l'oro e l'argento sono utili, ma sono utili anche le technai, grazie alle quali è possibile ottenere questi beni: esse dunque, al pari dei metalli preziosi, rendono più ricchi i loro possessori (402a-403a). Come un cavallo è perfettamente inutile a chi non sa cavalcare, così anche il denaro e le ricchezze non servono a nulla a chi non è in grado di utilizzarle in modo coscienzioso; pertanto, afferma Socrate, solo chi è onesto sa amministrare bene il proprio patrimonio, e solo per costui il denaro è una ricchezza. Crizia si mostra dubbioso, ma Socrate incalza: l'utile è tale solo in vista di un fine, e anche il denaro sarà utile non in sé, ma nella misura in cui permette di acquistare ciò che manca. E procedendo ulteriormente nell'indagine, Socrate afferma che utile è ciò che procura all'uomo ogni cosa di cui sente il bisogno, ma poiché l'uomo soffre in misura maggiore quando sente il bisogno di molte cose, il filosofo conclude che i ricchi sono i più miserabili, poiché la ricchezza permette loro di sentire bisogno di molte cose (403b-406a).